# Бобринская, Софья Александровна
Графиня Софья Александровна Бобринская, урожд. графиня Самойлова (4 октября 1797, в некоторых источниках 1799 — 11 ноября 1866) — русская великосветская дама, хозяйка успешного петербургского салона, фрейлина императрицы Марии Фёдоровны, подруга императрицы Александры Фёдоровны.

## Биография

### Происхождение
Младшая дочь графа Александра Николаевича Самойлова от брака с княжной Екатериной Сергеевной Трубецкой. Родилась в Петербурге, крещена была 8 ноября 1797 года в соборе Св. Исаакия Далматского, крестница тётки родной Е. Н. Давыдовой. По линии отца приходилась внучатой племянницей Потёмкину (была внучкой его старшей сестры Марии). Кузина Н. Н. Раевского и двоюродная племянница барышень Энгельгардт.

Начальное образование получила дома. В тринадцать лет была принята в Екатерининский институт, который окончила в 1814 году с золотым шифром малой величины. В 1816 году была принята фрейлиной к императрице Марии Фёдоровне. Имела привлекательную внешность, Вяземский писал: «Она была кроткой, миловидной, пленительной наружности. В глазах и улыбке её было чувство, мысль и доброжелательная приветливость». А. Я. Булгаков сообщал в августе 1818 года П. А. Вяземскому о поездке императрицы:
А едут с Марией Фёдоровной: Александр Львович Нарышкин для шуток, Альбедиль — для денег, Туркестанова — для ума, графиня Самойлова — для рожицы…

Как и брат Николай, Софья Александровна прекрасно пела, кроме того музицировала и рисовала. Была в дружеских отношениях с фрейлиной Варварой Туркестановой. После её трагической смерти переписывалась с Фердинандом Кристином. Перед смертью Кристин передал на хранение Бобринской свою переписку с Туркестановой. Бобринская сохранила все доверенное ей, сделав переписку достоянием истории. Кристин писал ей:
Вы единственное лицо, упоминаемое там с похвалой и без всякой критики, что устраняет всякие неудобства поместить эту переписку в Ваши руки. Кроме того, из всех лиц, мне знакомых, Вы соединяете в себе благоразумие с отменной правильностью ума и суждений, следовательно, Вы будете знать лучше, чем кто-либо, что нужно сделать с этой перепиской…

### Брак

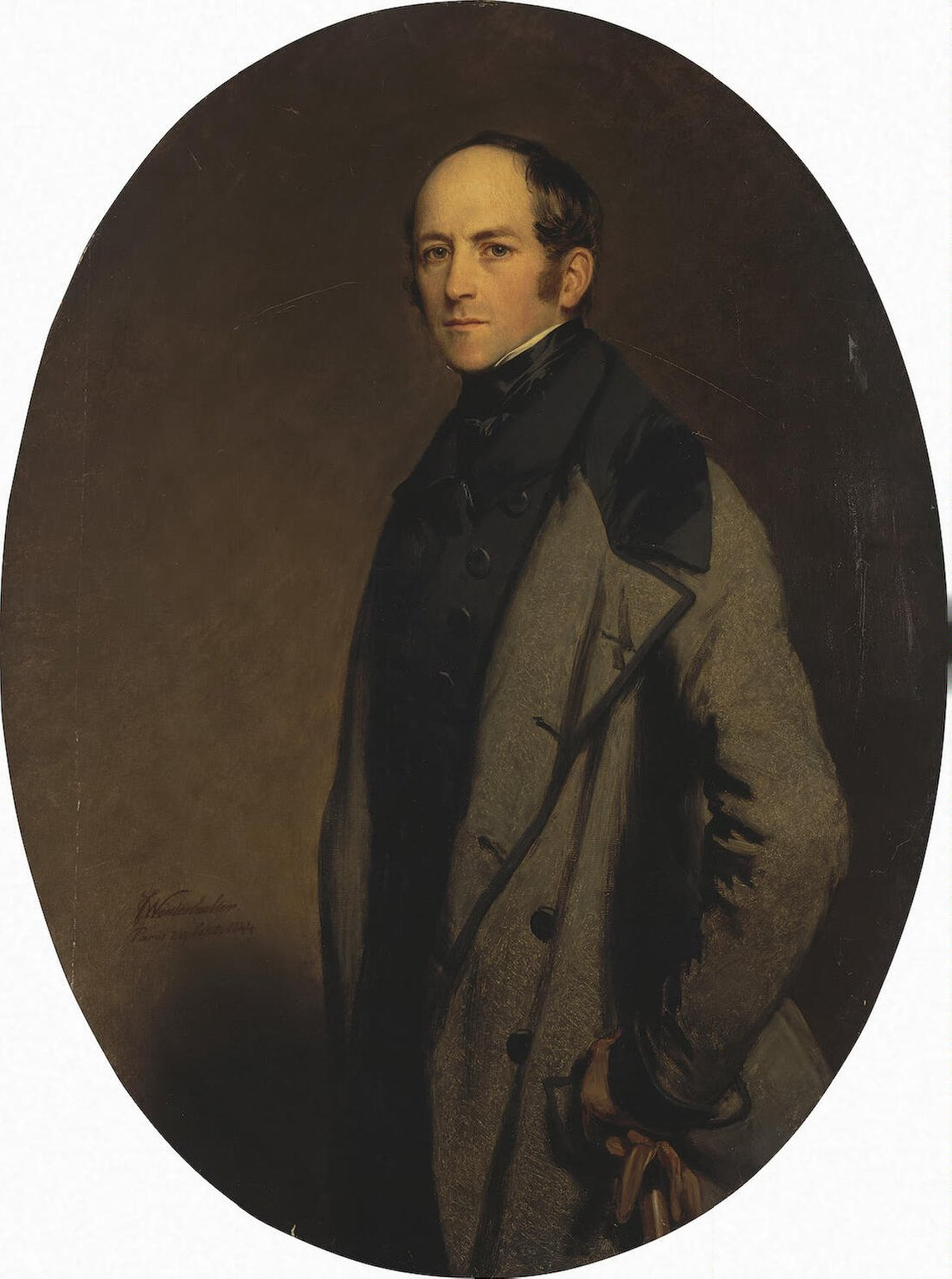
Алексей Алексеевич на портрете Ф. Винтерхальтера

В ноябре 1820 года одна из современниц писала: «Теперь расскажу тебе секрет, Алексей Бобринский женится на Софьи Самойловой. Её мать сказала мне об этом, и никто ещё не знает. Это будет объявлено только в феврале… И знаешь, как смешно: молодые влюблённые видятся только у графини Ливен, чтобы никто не мог ничего заметить; старуха посвящена в тайну». 27 апреля 1821 года Софья вышла замуж за графа Алексея Алексеевича Бобринского, двоюродного брата императоров Александра I и Николая I. Венчание было в Петербурге в Исаакиевском соборе. В приданое Софья принесла в род Бобринских имения на Украине, пожалованные Потёмкину, где они отстроили свои знаменитые сахарные заводы.
Узнав об этой свадьбе, граф Перовский, увлечённый графиней Самойловой, прострелил себе указательный палец на правой руке. А. О. Смирнова передавала слова Перовского: «Графиню Самойлову выдали замуж мужики, а у меня их нет; вот и всё». Однако, по мнению самой мемуаристки, Бобринская была «очень счастлива». После свадьбы молодожёны жили постоянно в Петербурге, за исключением четырёх лет (1827—1831), проведённых в Михайловском, деревне в Тульской губернии, частью в Москве.

### Светская жизнь. Пушкин
Забота об образовании подрастающих сыновей вынудила супругов оставить уединённую жизнь и осенью 1831 года вернуться в Петербург. Бобринские поселились в доме на Галерной. Графиня Фикельмон в дневнике от 1 октября 1831 года записала: «Вчера я нанесла визит Софии Бобринской, которая вернулась из деревни, где провела несколько лет подряд. Здесь она пользуется репутацией любезной и остроумной женщины. Я совсем не нахожу её красивой. Она показалась мне любезной, беседу ведёт легко, но с лёгкой ноткой претенциозности». Супруги были приняты при дворе, а Софья Александровна стала близкой подругой императрицы Александры, вела с ней постоянную переписку. Великая княгиня Ольга Николаевна писала:
Это была одна из тех её подруг, которая внутренне более всех ей подходила. Софи Бобринскую знали немногие ввиду того, что она редко бывала в обществе, но эти немногие ценили её. Я никогда не слышала от неё ни одного пустого слова, и если я, будучи ребенком, и не могла следить за тем, о чем они говорили с Мама, то всё же я чувствовала что-то необыденное в её разговорах и мыслях. Если Мама брала нас с собой, чтобы навестить её, это было для нас всегда большой радостью. Когда она приезжала в Зимний дворец, Мама запиралась с ней в красном кабинете.
 Алексей Алексеевич охотно посещал светские мероприятия, а вот графиня, по словам Петра Вяземского, была «домоседкой». Он вспоминал: 
Графиня Софья Александровна Бобринская, урожденная графиня Самойлова, была женщина редкой любознательности, спокойной, но неотразимой очаровательности. Графиня мало показывалась в многолюдных обществах. Она среди общества, среди столиц жила какою-то отдельной жизнью — домашнею; келейною; занималась воспитанием сыновей своих, чтением, умственною деятельностью; она, так сказать, издали и заочно следила с участием и проницательностью. Салон её был ежедневно открыт по вечерам. Тут находились немногие, но избранные.
 Софья Александрова, сама получившая прекрасное образование, интересовалась литературой, по словам Вяземского «европейские литературы были ей знакомы, не исключая и русской»; была знакома с многими писателями. В её салон приходили, чтобы найти «умственное отдохновение от трудов», Вяземский, Жуковский (в 1819 году он был ею увлечён и думал о женитьбе), братья Виельгорские. В число светских знакомых графини входил и Пушкин, с которой, по словам П. И. Бартенева, он находился «в приятельских отношениях» и был частым посетителем её салона. 10 октября 1831 года Софья Александровна пишет своему супругу: «Я тебе говорила, что мадам Хитрово с дочерью Долли оказали мне честь, пригласив на литературный вечер. Был разговор только о Пушкине, о литературе и о новых произведениях». Приняты в её салоне были и недоброжелатели поэта: граф Нессельроде с супругой, барон Геккерн, Дантес.

Во время интриги против Пушкина «прелестнейшая из графинь на свете» (по отзыву В. А. Жуковского) активно обсуждала ситуацию с императрицей Александрой Фёдоровнойи мужем. 23 ноября императрица сообщает подруге: «Со вчерашнего дня для меня всё ясно с женитьбой Дантеса, но это секрет». 25 ноября Бобринская пишет Алексею Алексеевичу: «Он женится на старшей Гончаровой, некрасивой, чёрной и бедной сестре белолицей, поэтичной красавицы, жены Пушкина. Если ты будешь меня расспрашивать, я тебе отвечу, что ничем другим я вот уже целую неделю не занимаюсь и чем больше мне рассказывают об этой непостижимой истории, тем меньше я что-либо в ней понимаю. Это какая-то тайна любви, героического самопожертвования, это Жюль Жанен, это Бальзак, это Виктор Гюго. Это литература наших дней. Это возвышенно и смехотворно». В этом же письме она сообщает: «Анонимные письма самого гнусного характера обрушились на Пушкина». Однако графиню волновала и судьба Дантеса, во время суда она прилагала усилия, чтобы смягчить его участь. Известна записка барона Геккерна, написанная во время суда над Дантесом: «Мадам Н. и графиня Софи Б. шлют тебе свои лучшие пожелания. Они обе интересуются нами». 
Долгое время исследователи колебались, следует ли её из-за её добрых отношений с Дантесом причислить к лагерю врагов Пушкина. В настоящее время вопрос этот можно считать решённым отрицательно. София Александровна не одобряла поведение Пушкина последних преддуэльных месяцев. Тем не менее тщательный анализ отношений Бобринской—Пушкина, который даёт Н. В. Востокова, основываясь на документах архива Бобринских, убедительно показывает, что София Александровна относилась к Пушкину отнюдь не враждебно.

### Последние годы
Софья Александровна занималась благотворительностью. Она состояла почётным членом одного из петербургских домов призрения. Графиня заведовала женским отделением петербургской школы, которая называлась каммер-юнгферской. В этой школе дети бесплатно получали начальное образование. В 1856 году граф Бобринский уехал в своё имение Смелу, где тяжело заболел. Софья Александровна покинула Петербург и поселилась в киевском имении. Через десять лет графиня Бобринская заболела и была вынуждена отправиться на лечение за границу. Смерть Софьи Александровны стала настоящим ударом для её мужа, император Александр II, опасаясь за его состояние, пригласил графа провести лето вместе с императорской семьёй в Ливадии. П. А. Вяземский писал:
Графиня Бобринская, прожившая последние годы неразрывно, рука в руку и, за некоторыми временными исключениями, с глазу на глаз с мужем, умирает вдали от него.
 Скончалась от водянки в ноябре 1866 года в Париже. Тело её было перевезено в Россию и похоронено в Петербурге.

## Дети
В браке родились трое сыновей:
- Александр (17 мая 1823 — 24 февраля 1903), генеалог, обер-гофмейстер, губернатор Санкт-Петербурга. Был женат на графине Софье Андреевне Шуваловой.
- Владимир (2 октября 1824 — 28 мая 1898), генерал-лейтенант, губернатор Гродно, министр путей сообщения. Женат не был.
- Лев (8 ноября 1831 — 23 марта 1915), основатель 37 учебных заведений, 23 фабрик и заводов. Был женат на Александре Алексеевне Золотарёвой, предыдущем браке Абаза (1831—1900)

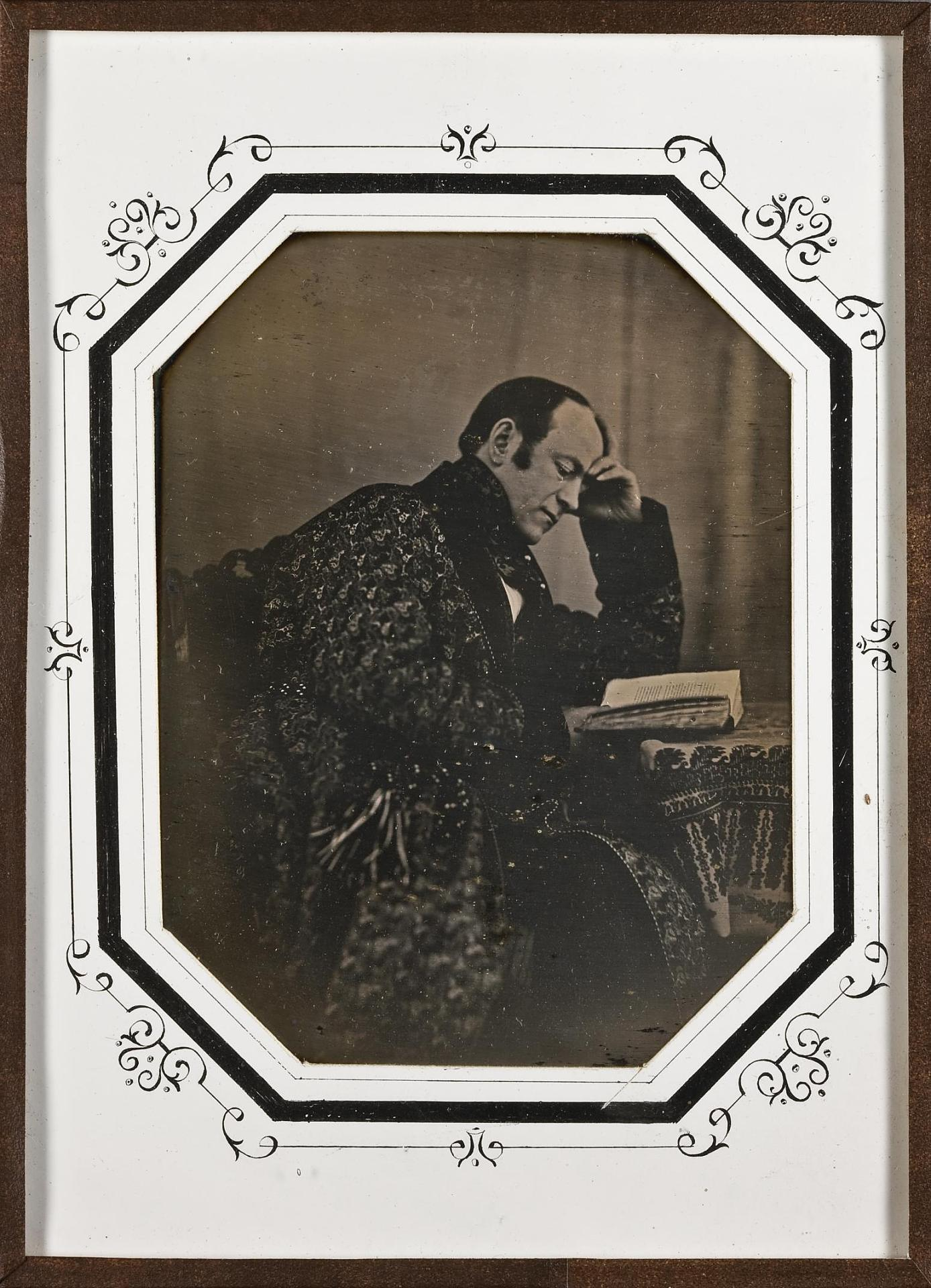
Алексей Алексеевич, муж
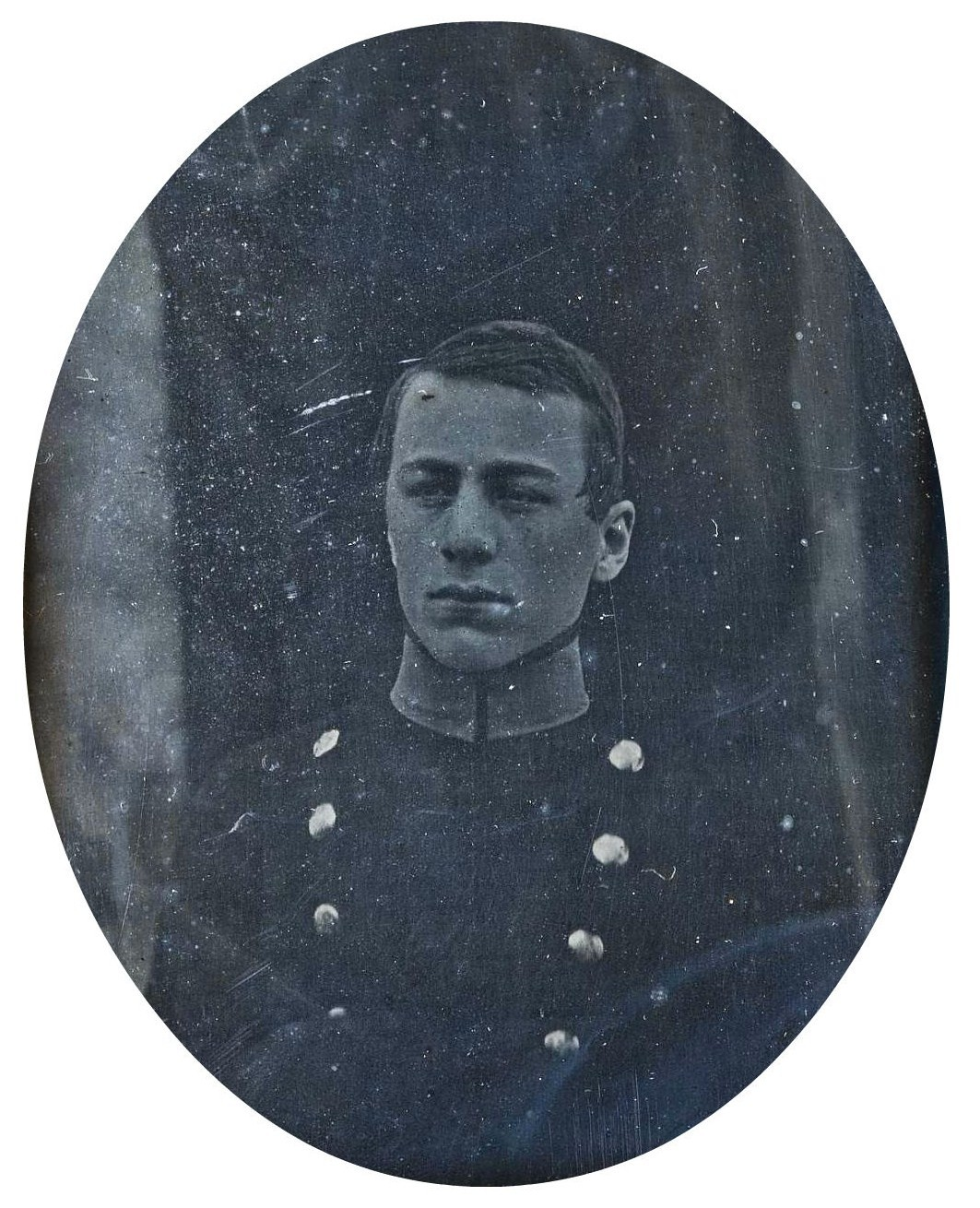
Александр Алексеевич, сын
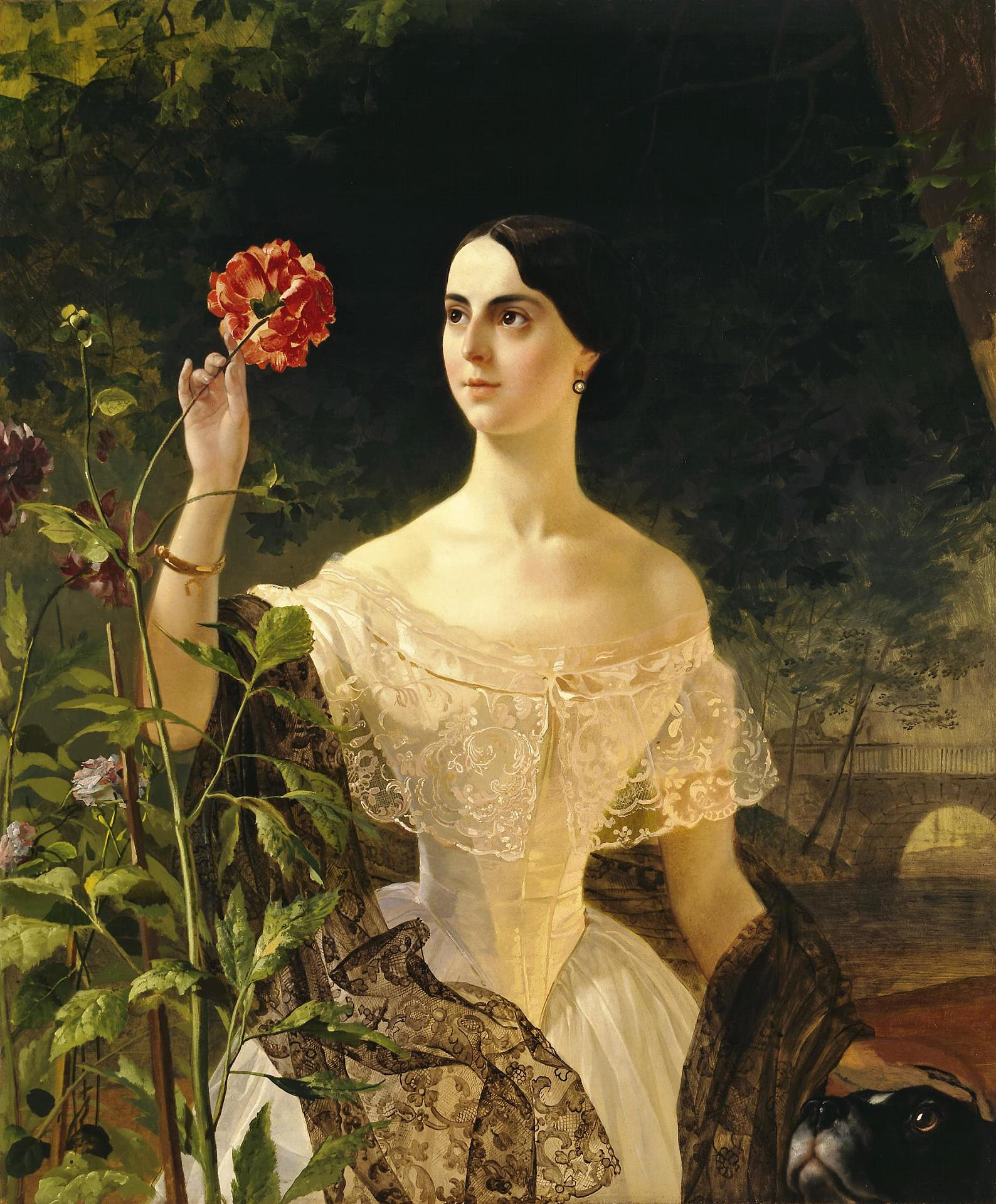
Софья Андреевна невестка
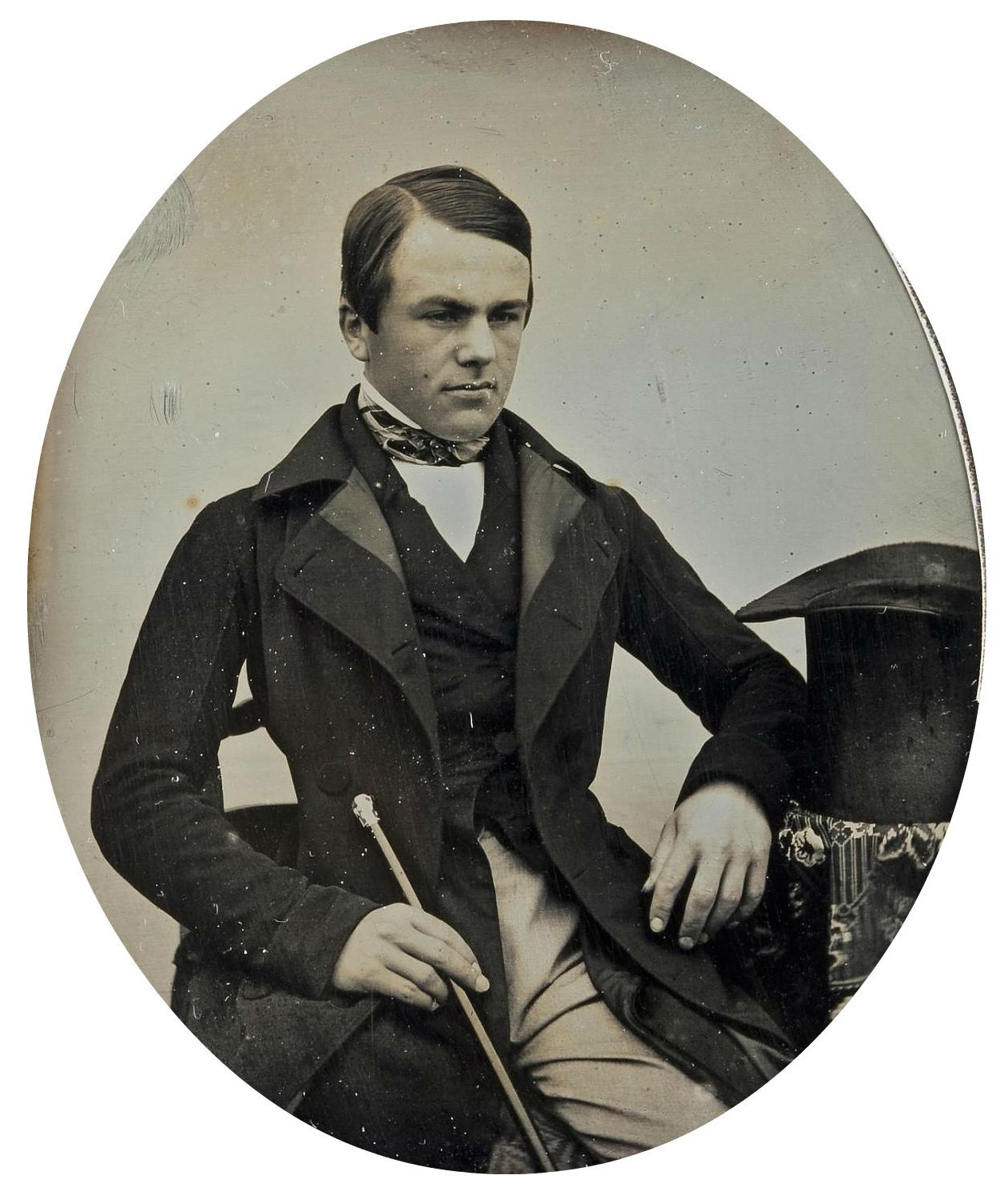
Владимир Алексеевич, сын

### Комментарии
1. ↑  В 1962 году Э. Герштейн опубликовала переписку императрицы с Бобринской «Вокруг гибели Пушкина:По новым материалам»
2. ↑  Ряд исследователей творчества Пушкина (Э. Г. Герштейн, А. Ахматова) считают, что это графиня Бобринская. Щёголев и А. С. Поляков называют её имя предположительно, отдавая предпочтение графине Софье Ивановне Борх. Против Бобринской выступает и Н. Н. Петрунина[10].
3. ↑  Но А.О. Смирнова-Россет, возможно ошибочно, писала: «У них родилось четверо детей, все мальчики[7]»